# Clausicella triangulifera
Clausicella triangulifera là một loài ruồi trong họ Tachinidae.